# Formula 1 – sezona 1964.
| FIA Svjetsko automobilističko prvenstvo 1964. | FIA Svjetsko automobilističko prvenstvo 1964. |
|                                               | Prvak                                         |
| --------------------------------------------- | --------------------------------------------- |
| Vozač                                         | John Surtees (Ferrari)                        |
| Konstruktor                                   | Ferrari                                       |
| Prethodna sezona                              | Sljedeća sezona                               |
| 1963.                                         | 1965.                                         |

Formula 1 – sezona 1964. bila je 15. sezona u prvenstvu Formule 1.

## Sažetak sezone
U sezoni u kojoj se vozilo deset utrka, vozački naslov svjetskog prvaka osvojio je Britanac John Surtees, dok je svoj drugi konstruktorski naslov osvojio Ferrari. Svoju prvu utrku u Formuli 1, odvozio je svjetski prvak iz 1970., Austrijanac Jochen Rindt.

### Monaco i Zandvoort
Drugu sezonu zaredom, sezona je počela na stazi Monaco. Utrka VN Monaka (XXII Grand Prix Automobile de Monaco) održala se 10. svibnja, a Jim Clark u Lotus-Climaxu, je nastavio svoju dominaciju od prošle sezone, te izborio 14. najbolju startnu poziciju s desetinkom prednosti ispred Jacka Brabhama u Brabham-Climaxu. Clark je vodio do 36. kruga, kada odlazi u boks i vraća se na treće mjesto, dok je Brabham odustao 7 krugova ranije. Dan Gurney je preuzeo vodstvo ispred Grahama Hilla u BRM-u, a 15 krugova nakon Hill prestiže Gurneya, koji ubrzo odustaje zbog problema s mjenjačem. Clark se vozio na drugom mjestu, kada su počeli problemi na motoru njegovog bolida. To je omogućilo Hillovom momčadskom kolegi, Richie Ginteru da utrku završi drugi, dok je novi Clarkov momčadski kolega Peter Arundell osvojio prvo postolje u Formuli 1. Mike Hailwood je šestim mjestom osvojio prve bodove u Formuli 1.
Nakon Hillove pobjede na uvodnoj utrci, momčadi Formule 1 okupile su se na stazi Zandvoort na VN Nizozemske (XII Grote Prijs van Nederland) 24. svibnja. Gurney je osvojio svoju drugu najbolju startnu poziciju s desetinkom prednosti ispred Clarka i dvije desetinke ispred Hilla. Odmah u prvom krugu, Gurney je izgubio mjesto od Clarka i Hilla, a u nastavku utrke je odustao svog problema s upravljačem. Clark je vodio cijelu utrku, te na kraju pobijedio s 53 sekunde ispred Johna Surteesa u Ferrariju. Arundell je drugu utrku za redom osvojio treće mjesto, nakon što je u 47. krugu pretekao Hilla kojeg su zadesili problemi s bolidom, a Chris Amon i Bob Anderson osvojili su prve bodove u Formuli 1.

### Spa-Francorchamps i Rouen-les-Essarts
Sljedeća postaja bila je VN Belgije (XXIV Grand Prix de Belgique), održana 14. lipnja na stazi Spa-Francorchamps. Lotus je pripremio novi bolid za Clarka, nakon njegove nesreće na Aintreeu, utrci koja se nije bodovala za prvenstvo. Clark je ostvario šesto najbolje vrijeme u kvalifikacijama, dok je pole position pripao Gurneyu koji je bio brži 1,8 sekundi od drugoplasiranog Hilla. Na startu utrke, Arundell se katapultirao s četvrtog mjesta i preuzeo vodstvo, ali samo nakratko. Gurney već u prvom krugu vraća prvu poziciju, te vodi sve do tri kruga prije kraja utrke, kada počinje ostajati bez goriva. Gotovo cijelu utrku trajala je borba za drugo mjesto između Hilla, Clarka i Brucea McLarena. Tri kruga prije kraja Hill preuzima vodstvo, ali uskoro i on ostaje bez goriva. Tek što je prošao ciljem kao pobjednik, i Clarkov se bolid zaustavio zbog manjka goriva. Pobjedničko postolje upotpunili su McLaren i Brabham.
Nakon što se prethodne 1963. vozilo na stazi Reims, VN Francuske (L Grand Prix de l'ACF) održana 28. lipnja, vratila se ove sezone na stazu Rouen. Clark je u kvalifikacijama bio pola sekunde brži od Gurneya i 1,5 sekundi od trećeplasiranog Surteesa, dok se Graham Hill kvalificirao tek kao šesti. Clark je poveo utrku ispred Gurneya, dok je Surtees odustao nakon samo šest krugova zbog problema s motorom. Brabham se vozio na trećem mjestu, a Graham Hill je u 24. krugu pretekao Arundella za četvrto mjesto. U 31. krugu Clark odustaje s vodeće pozicije, također zbog problema s motorom. Hill prelazi Jacka Brabhama u 37. krugu i utrku završava na drugom mjestu iza Gurneya koji ostvaruje prvu pobjedu za Brabham. McLaren je na samom startu utrke pao na posljednje 17. mjesto, ali je probijanjem kroz grid uspio osvojiti 1 bod šestim mjestom.
Nakon četiri utrke, vodeći vozač prvenstva bio je Clark s 21 bodom, dok je Graham Hill imao bod manje. Surtees se nalazio na 8. mjestu sa samo 6 osvojenih bodova.

### Brands Hatch, Nürburgring i Zeltweg
Tjedan dana prije VN Velike Britanije (XVII RAC British Grand Prix), odnosno VN Europe (RAC European Grand Prix 1964) kako se izvorno zvala utrka, na utrci Formule 2 na stazi Reims, Peter Arundell se izvrtio na stazi, a Ritchie Ginther je nakon toga udario u njegov statični bolid na stazi. Arundell je nakon udarca ispao iz bolida, te je zadobio ozbiljne ozljede zbog kojih je prepustio daljnji dio sezone. Lotus je kao njegovu zamjenu angažirao Britanca Mikea Spencea. U kvalifikacijama na Brands Hatchu, Clark je još jednom bio najbrži ispred Grahama Hilla, Gurneya i Brabhama. Škot je vodio cijelu utrku, te stigao do treće i posljednje pobjede u ovoj sezoni. Gurney je nakon drugog kruga pao na začelje, te je utrku završio na 13. mjestu. Surtees je odmah na startu pretekao Brabhama, te se cijelu utrku vozio na 3. mjestu iza Grahama Hilla. Phil Hill je šestim mjestom osvojio prvi i jedini bod ove sezone.
Nastavak sezone slijedio je 2. kolovoza na stazi Nürburgring na VN Njemačke (XXVI Grosser Preis von Deutschland). Glavna novost uoči utrke bila je da je Honda konačno pripremila bolid za svog jedinog vozača Ronnieja Bucknuma. Bucknum je u kvalifikacijama bio malo manje od minute sporiji od najbržeg vremena, a u utrci je odustao četiri kruga prije kraja, iako je odvozio više od 90% utrke, pa je formalno završio utrku na 13. mjestu. Cijela utrka bila je u sjeni tragičnog događaja koji se dogodio dan prije na kvalifikacijama. Nizozemac Carel Godin de Beaufort u Porscheu je izgubio kontrolu nad bolidom, udario u stablo pokraj staze te ispao iz bolida. Preminuo je sljedeći dan u bolinici u Kölnu. Surtees je ostvario najbrže vrijeme, 0,4 sekunde ispred Clarka i 0,9 sekundi ispred Gurneya. Nakon prvog kruga Clark je bio vodeći, ali je već u drugom krugu izgubio prvo mjesto od Surteesa. Gurney prestiže Clarka u sljedećem krugu, a Škot zbog kvara na motoru, odustaje u sedmom krugu. Gurney je vodio borbu sa Surteesom za prvo mjesto, ali je i Amerikanca zadesila ista sudbina kao i Clarka. Na kraju je Surtees došao do prve pobjede u sezone s preko minute prednosti ispred Grahama Hilla. Joseph Siffert i Tony Maggs su osvojili prve bodove ove sezone, a svoje posljednje bodove u Formuli 1 osvojio je Maurice Trintignant koji je kasnije u Monzi ove sezone odvozio i svoju posljednju utrku u Formuli 1.
Prvi put u povijesti Formule 1, utrka se vozila na VN Austrije (II Grosser Preis von Österreich). Dogodilo se to 23. kolovoza na stazi Zeltweg. Iako su se utrke Formule 1 i nakon ove sezone vozile u Austriji, ovo je bio jedini put da je Zeltweg ugostio VN Austrije. Prilično neravna staza uzrokovala je probleme s ovjesom na mnogim bolidima. Prvi put ove sezone, Graham Hill je bio najbrži u kvalifikacijama ispred Surteesa, Clarka i Gurneya. Jochen Rindt u Brabhamu Roba Walkera, upisao je prvi nastup u Formuli 1. Kvalificirao se na 13. mjesto, a odustao je u 58. krugu zbog problema s upravljačem. Na startu je Gurney poveo utrku ispred Surteesa i Bandinija, ali već u sljedećem krugu Surtees prestiže Amerikanca. Zbog problema s ovjesom, Surtees odustaje samo osam krugova kasnije, te Gurney ponovo prelazi u vodstvo ispred Clarka, Bandinija i McLarena. U 40. krugu Clark odustaje, a sedam krugova nakon i Gurney zbog problema s ovjesom. Bandini je nakon toga preuzeo vodstvo ispred Ginthera i Joakima Bonniera. U 59. krugu Phil Hill je izletio sa staze, te se zapalio nakon udarca u zaštitne ograde. Hill je prošao bez većih ozljeda.   
U 90. krugu problemi s motorom pojavili su se na Bonnierovom bolidu, te je Šveđanin utrku završio na 6. mjestu. Lorenzo Bandini je ostvario svoju prvu i jedinu pobjedu, a Bob Anderson prvo postolje u Formuli 1. Innes Ireland osvojio je prve bodove ove sezone. Graham Hill se u prvom krugu izvrtio na stazi te pao na 12. mjesto, a četiri kruga nakon je odustao zbog problema s bolidom.
Nakon sedam odvoženih utrka u sezoni, Graham Hill je bio vodeći u prvenstvu s 32 boda. Clark je imao 2 boda manje, dok se na trećem mjestu nalazio Surtees s 19 osvojenih bodova.

### Monza i Watkins Glen
Prvenstvo je nastavljeno na VN Italije (XXXV Gran Premio d'Italia) na stazi Monza, gdje je Surtees bio najbrži u kvalifikacijama ispred Gurneya, Grahama Hilla i Clarka. Na startu je McLaren prešao u vodstvo, ali samo nakratko. Graham Hill je odustao već u prvom krugu zbog problema s kvačilom. Borba za prvo mjesto vodila se između Surteesa i Gurneya, koji su 27 puta tijekom utrke pretekli jedan drugoga. Sve je bilo gotovo deset krugova prije kraja, kada je Gurney odustao zbog problema s motorom. Sličnu borbu vodili su Clark i McLaren za treće mjesto, sve dok Clark nije odustao u 26. krugu također zbog problema s motorom, a identičan problem bio je uzrok Brabhamovog odustajanja u 59. krugu, nakon što se Australac vozio na četvrtom mjestu. Surtees je pobijedio s preko minutu prednosti ispred McLarena, dok je Bandini ušao u cilj prije Ginthera za 0,1 sekundu. Prve bodove u sezoni osvojio je Mike Spence.
U to vrijeme, van staza Formule 1, Enzo Ferrari je vodio pravnu borbu s FIA-om i talijanskim automobilskim savezom oko homologacije Ferrarija 250 LM. U znak protesta zbog njihove odbijenice, Enzo je zaprijetio da Ferrari više neće nastupati pod talijanskom zastavom, niti će njegovi bolidi nositi crvenu boju. Zbog toga su u posljednje dvije utrke sezone Ferrarijevi vozači nastupali za momčad North American Racing Team u plavo bijelim Ferrarijevim bolidima. U kvalifikacijama za VN SAD-a (VII United States Grand Prix) održanoj 4. listopada na stazi Watkins Glen, najbrži je još jednom bio Clark. Međutim Škot je loše startao i pao na četvrto mjesto iza Surteesa, Spencea i Grahama Hilla. U 6. krugu Clark prelazi Spencea i Hilla, a u 13. krugu i Surteesa. U 40. krugu Clark usporava zbog problem s motorom, te odustaje nekoliko krugova kasnije. Hill je tada preuzeo vodstvo ispred Surteesa i Gurneya koji su vodili veliku borbu za drugo mjesto, sve do 69. kruga kada Gurney odustaje zbog kvara motora. Hill pobjeđuje s pola minute prednosti ispred Surteesa. Siffert je osvojio prvo postolje u Formuli 1, a Walt Hansgen i Trevor Taylor prve bodove ove sezone.

### Mexico City
Finale sezone održano je 25. listopada na VN Meksika (III Gran Premio de México) i donijelo je jednu od najuzbudljivijih završnica sezone Formule 1. Situacija na bodovnoj listi bila je sljedeća:
1. Graham Hill 39 bodova
2. John Surtees 34 boda
3. Jim Clark 30 bodova
Potrebno je naglasiti da je Hill već 'ispunio kvotu' od šest najbolji rezultata tijekom sezone, te da bi dodatne bodove osvojio samo u slučaju da završi na prva tri mjesta na ovoj utrci. Naime, Hill je u sedam utrka do ove osvojio ukupno 41 bod, ali mu se najlošiji rezultat (5. mjesto i 2 osvojena boda u Belgiji) brisao. Sljedeći najlošiji Hillov rezultat bilo je 4. mjesto i 3 boda osvojena u Nizozemskoj. Tako da bi u slučaju pobjede u Meksiku, Hill osvojio 6 bodova (9 bodova koliko je pobjeda iznosila, umanjenih za 3 boda osvojenih u Nizozemskoj). U slučaju 2. mjesta osvojio bi 3 boda (6 bodova za drugo mjesto, umanjenih za 3 boda iz Nizozemske), a u slučaju 3. mjesta 1 bod (4 boda za treće mjesto, umanjenih za 3 boda iz Nizozemske). Surtees i Clark su svoje bodove u sezoni osvojili u pet odnosno četiri utrke, te su u Meksiku mogli osvajati pune bodove.
Clarku je za naslov trebala pobjeda, pod uvjetom da Surtees ne završi utrku na 2. mjestu, a Hill na 3. mjestu i više. 
Surteesu je osim pobjede s kojom bi bio siguran bez obzira na Hillov rezultat, odgovaralo i 2. mjesto pod uvjetom da Hill ne završi na 3. mjestu. 
Hillu je za naslov osim pobjede, bilo dovoljno i 3. mjesto pod uvjetom da Surtees ne pobjedi, a u slučaju da Clark završi na 2. mjestu i niže, a Surtees na 3. mjestu i niže, Hillu bodovi za naslov nisu bili ni potrebni na ovoj utrci.
U kvalifikacijama Clark je ostvario najbrže vrijeme s 0,86 sekundi ispred Gurneya. Surtees je startao četvrti, a Hill šesti. Utrka je krenula odlično za Clarka, a katastrofalno za Surteesa i Hilla. Hillu je netom prije starta pukla elastična traka trkaćih naočala, a Surtees je imao problema s pokretanjem motora. Nakon 1. kruga, Clark je bio vodeći ispred Gurneya i Bandinija, dok se Hill nalazio na 10. mjestu, a Surtees na 13. mjestu. Krug za krugom, Hill i Surtees su se postupno počeli oporavljati i prestizati ostale vozače. Clark je imao naslov u svojim rukama 11 krugova, a onda je u 12. krugu Hill pretekao Bandinija na trećem mjestu (osvojen 1 bod za Hilla), te u tom trenutku imao 40 bodova, naspram Clarkovih 39. Surtees se u 12. krugu nalazio na 6. mjestu. Međutim nakon izgubljenog trećeg mjesta, Bandini se nije predao. Konstantno je bio iza Hilla, a u 31. krugu, nakon što je nakratko izgubio poziciju u tom krugu, Hill je s vanjske strane prije zavoja ponovo pretekao Bandinija, da bi na izlasku iz zavoja Bandinijev prednji lijevi kotač udario u Hillov stražnji desni kotač. Oba vozača su se izvrtila na stazi. Bandini je nastavio utrku, a Hill se nakon popravka u boksu vratio na stazu tek na 13. mjestu. Surtees je pretekao Bandinija, nakon što se Talijan izvrtio i pao na 4. mjesto, ali ni to Surteesu nije bilo dovoljno za naslov, pošto je Clark i dalje vodio utrku ispred Gurneya. 
Utrka se sastojala od 65 krugova, a Clark je prošao ciljem 63. krug i ušao u 64. krug kao vodeći vozač, ispred Gurneya, Bandinija i Surteesa. Oštećenje na Hillovom bolidu bilo je ipak veliko, te se Hill 2 kruga prije kraja nalazio tek na 11. mjestu. Dva kruga prije kraja, činilo se da će Clark osvojiti drugi uzastopni naslov. No u 64. krugu, Clarkov je bolid počeo gubiti ulje, te Gurney prelazi u vodstvo. Amerikanac je ušao u posljednji krug kao vodeći ispred Clarka, Bandinija i Surteesa, te je u tom trenutku naslov imao Hill koji se nalazio na začelju. Ubrzo su se pojavili problemi i na Clarkovom motoru, te se Škot parkirao bolid kraj staze. Nakon Clarkovog odustajanja, poredak je bio: Gurney, Bandini, Surtees; a bodovna lista je izgledala: Hill 39 bodova, Surtees 38 bodova. S Clarkom izvan utrke i Hillom na začelju koji sigurno neće osvojiti nijedan bod, Ferrarijev boks je uvidio da Surteesu 2. mjesto donosi dva boda više nego 3. mjesto, i naslov prvaka. Nekoliko stotina metara prije kraja utrke, Ferrari je signalizirao Bandiniju da propusti svog momčadskog kolegu na 2. mjesto, što je Talijan i uradio. 
Uzbudljivo finale je značilo da su u Maranellu slavili naslove u oba prvenstva, a Surtees je ušao u povijest, i do danas ostao, kao prvi i jedini vozač koji je osvojio naslove prvaka na dva (četverostruki prvak u klasi 500cc) i na četiri kotača. U slučaju Clarkove pobjede, konstruktorski naslov bi pripao Lotusu, a ne Ferrariju. Prve bodove u Formuli 1 osvojio je Pedro Rodríguez, koji je na ovoj utrci bio treći Ferrarijev vozač.

## Vozači i konstruktori
| Konstruktor            | Momčad / Sudionik              | Šasija                                  | Motor                                                      | Gume | Vozač                   | Utrke        |
| ---------------------- | ------------------------------ | --------------------------------------- | ---------------------------------------------------------- | ---- | ----------------------- | ------------ |
| Lotus-Climax           | Team Lotus                     | Lotus 25 Lotus 33                       | Climax FWMV 1.5 V8                                         | D    | Jim Clark               | Sve          |
| Lotus-Climax           | Team Lotus                     | Lotus 25 Lotus 33                       | Climax FWMV 1.5 V8                                         | D    | Peter Arundell          | 1–4          |
| Lotus-Climax           | Team Lotus                     | Lotus 25 Lotus 33                       | Climax FWMV 1.5 V8                                         | D    | Mike Spence             | 5–10         |
| Lotus-Climax           | Team Lotus                     | Lotus 25 Lotus 33                       | Climax FWMV 1.5 V8                                         | D    | Gerhard Mitter          | 6            |
| Lotus-Climax           | Team Lotus                     | Lotus 25 Lotus 33                       | Climax FWMV 1.5 V8                                         | D    | Walt Hansgen            | 9            |
| Lotus-Climax           | Team Lotus                     | Lotus 25 Lotus 33                       | Climax FWMV 1.5 V8                                         | D    | Moisés Solana           | 10           |
| Lotus-Climax           | Bernard Collomb                | Lotus 24                                | Climax FWMV 1.5 V8                                         | D    | Bernard Collomb         | 1            |
| Lotus-Climax           | Reg Parnell Racing             | Lotus 25                                | Climax FWMV 1.5 V8                                         | D    | Chris Amon              | 7            |
| BRM                    | Owen Racing Organisation       | BRM P261 BRM P67                        | BRM P60 1.5 V8                                             | D    | Graham Hill             | Sve          |
| BRM                    | Owen Racing Organisation       | BRM P261 BRM P67                        | BRM P60 1.5 V8                                             | D    | Richie Ginther          | Sve          |
| BRM                    | Owen Racing Organisation       | BRM P261 BRM P67                        | BRM P60 1.5 V8                                             | D    | Dickie Attwood          | 5            |
| BRM                    | Maurice Trintignant            | BRM P57                                 | BRM P56 1.5 V8                                             | D    | Maurice Trintignant     | 1, 4–6, 8    |
| BRM                    | Scuderia Centro Sud            | BRM P57                                 | BRM P56 1.5 V8                                             | D    | Tony Maggs              | 2–3, 5–7     |
| BRM                    | Scuderia Centro Sud            | BRM P57                                 | BRM P56 1.5 V8                                             | D    | Giancarlo Baghetti      | 2–3, 5–8     |
| Brabham-Climax         | Brabham Racing Organisation    | Brabham BT7 Brabham BT11                | Climax FWMV 1.5 V8                                         | D    | Jack Brabham            | Sve          |
| Brabham-Climax         | Brabham Racing Organisation    | Brabham BT7 Brabham BT11                | Climax FWMV 1.5 V8                                         | D    | Dan Gurney              | Sve          |
| Brabham-Climax         | DW Racing Enterprises          | Brabham BT11                            | Climax FWMV 1.5 V8                                         | D    | Bob Anderson            | 1–8          |
| Brabham-Climax         | R.R.C. Walker Racing Team      | Brabham BT7                             | Climax FWMV 1.5 V8                                         | D    | Jo Bonnier              | 7–10         |
| Ferrari                | Scuderia Ferrari SpA SEFAC     | Ferrari 156 F1 Ferrari 158 Ferrari 1512 | Ferrari 178 1.5 V6 Ferrari 205B 1.5 V8 Ferrari 207 1.5 F12 | D    | Lorenzo Bandini         | 1–8          |
| Ferrari                | Scuderia Ferrari SpA SEFAC     | Ferrari 156 F1 Ferrari 158 Ferrari 1512 | Ferrari 178 1.5 V6 Ferrari 205B 1.5 V8 Ferrari 207 1.5 F12 | D    | John Surtees            | 1–8          |
| Ferrari                | Scuderia Ferrari SpA SEFAC     | Ferrari 156 F1 Ferrari 158 Ferrari 1512 | Ferrari 178 1.5 V6 Ferrari 205B 1.5 V8 Ferrari 207 1.5 F12 | D    | Ludovico Scarfiotti     | 8            |
| Ferrari                | North American Racing Team     | Ferrari 156 F1 Ferrari 158 Ferrari 1512 | Ferrari 178 1.5 V6 Ferrari 205B 1.5 V8 Ferrari 207 1.5 F12 | D    | Lorenzo Bandini         | 9–10         |
| Ferrari                | North American Racing Team     | Ferrari 156 F1 Ferrari 158 Ferrari 1512 | Ferrari 178 1.5 V6 Ferrari 205B 1.5 V8 Ferrari 207 1.5 F12 | D    | John Surtees            | 9–10         |
| Ferrari                | North American Racing Team     | Ferrari 156 F1 Ferrari 158 Ferrari 1512 | Ferrari 178 1.5 V6 Ferrari 205B 1.5 V8 Ferrari 207 1.5 F12 | D    | Pedro Rodríguez         | 10           |
| Cooper-Climax          | Cooper Car Company             | Cooper T73 Cooper T66                   | Climax FWMV 1.5 V8                                         | D    | Bruce McLaren           | Sve          |
| Cooper-Climax          | Cooper Car Company             | Cooper T73 Cooper T66                   | Climax FWMV 1.5 V8                                         | D    | Phil Hill               | 1–7, 9–10    |
| Cooper-Climax          | Cooper Car Company             | Cooper T73 Cooper T66                   | Climax FWMV 1.5 V8                                         | D    | John Love               | 8            |
| Cooper-Climax          | R.R.C. Walker Racing Team      | Cooper T66                              | Climax FWMV 1.5 V8                                         | D    | Jo Bonnier              | 1            |
| Cooper-Climax          | R.R.C. Walker Racing Team      | Cooper T66                              | Climax FWMV 1.5 V8                                         | D    | Edgar Barth             | 6            |
| Cooper-Climax          | Fabre Urbain                   | Cooper T60                              | Climax FWMV 1.5 V8                                         | D    | Jean-Claude Rudaz       | 8            |
| BRP-BRM                | British Racing Partnership     | BRP Mk 1 BRP Mk 2                       | BRM P56 1.5 V8                                             | D    | Innes Ireland           | 3–5, 7–10    |
| BRP-BRM                | British Racing Partnership     | BRP Mk 1 BRP Mk 2                       | BRM P56 1.5 V8                                             | D    | Trevor Taylor           | 1, 3–4, 7–10 |
| Porsche                | Ecurie Maarsbergen             | Porsche 718                             | Porsche 547/6 1.5 F4                                       | D    | Carel Godin de Beaufort | 2, 6         |
| Lotus-BRM              | British Racing Partnership     | Lotus 24                                | BRM P56 1.5 V8                                             | D    | Innes Ireland           | 1            |
| Lotus-BRM              | British Racing Partnership     | Lotus 24                                | BRM P56 1.5 V8                                             | D    | Trevor Taylor           | 5            |
| Lotus-BRM              | Revson Racing                  | Lotus 24                                | BRM P56 1.5 V8                                             | D    | Peter Revson            | 1, 6, 8      |
| Lotus-BRM              | Reg Parnell Racing             | Lotus 24 Lotus 25                       | BRM P56 1.5 V8                                             | D    | Chris Amon              | 1–6, 9–10    |
| Lotus-BRM              | Reg Parnell Racing             | Lotus 24 Lotus 25                       | BRM P56 1.5 V8                                             | D    | Mike Hailwood           | 1–2, 4–10    |
| Lotus-BRM              | Reg Parnell Racing             | Lotus 24 Lotus 25                       | BRM P56 1.5 V8                                             | D    | Peter Revson            | 3–5          |
| Lotus-BRM              | Siffert Racing Team            | Lotus 24                                | BRM P56 1.5 V8                                             | D    | Jo Siffert              | 1            |
| Brabham-BRM            | R.R.C. Walker Racing Team      | Brabham BT11                            | BRM P56 1.5 V8                                             | D    | Jo Bonnier              | 2–3, 5–6     |
| Brabham-BRM            | R.R.C. Walker Racing Team      | Brabham BT11                            | BRM P56 1.5 V8                                             | D    | Jochen Rindt            | 7            |
| Brabham-BRM            | R.R.C. Walker Racing Team      | Brabham BT11                            | BRM P56 1.5 V8                                             | D    | Geki                    | 8            |
| Brabham-BRM            | R.R.C. Walker Racing Team      | Brabham BT11                            | BRM P56 1.5 V8                                             | D    | Jo Siffert              | 9–10         |
| Brabham-BRM            | R.R.C. Walker Racing Team      | Brabham BT11                            | BRM P56 1.5 V8                                             | D    | Hap Sharp               | 9–10         |
| Brabham-BRM            | Siffert Racing Team            | Brabham BT11                            | BRM P56 1.5 V8                                             | D    | Jo Siffert              | 2–8          |
| Brabham-BRM            | Ian Raby Racing                | Brabham BT3                             | BRM P56 1.5 V8                                             | D    | Ian Raby                | 5, 8         |
| Honda                  | Honda R & D Company            | Honda RA271                             | Honda RA271E 1.5 V12                                       | D    | Ronnie Bucknum          | 6, 8–9       |
| Cooper-Ford            | Bob Gerard Racing              | Cooper T73                              | Ford 109E 1.5 L4                                           | D    | John Taylor             | 5            |
| Brabham-Ford           | John Willment Automobiles      | Brabham BT10                            | Ford 109E 1.5 L4                                           | D    | Frank Gardner           | 5            |
| Scirocco-Climax        | Equipe Scirocco Belge          | Scirocco SP                             | Climax FWMV 1.5 V8                                         | D    | André Pilette           | 3, 6         |
| Derrington-Francis-ATS | Derrington-Francis Racing Team | Derrington-Francis DF                   | ATS 100 1.5 V8                                             | G    | Mário de Araújo Cabral  | 8            |

## Kalendar
| Rd | Datum         | Velika nagrada   | Staza             | Prvo startno mjesto | Pobjednik vozač | Pobjednik konstruktor |
| -- | ------------- | ---------------- | ----------------- | ------------------- | --------------- | --------------------- |
| 1  | 10. svibnja   | Monako           | Monaco            | Jim Clark           | Graham Hill     | BRM                   |
| 2  | 24. svibnja   | Nizozemska       | Zandvoort         | Dan Gurney          | Jim Clark       | Lotus-Climax          |
| 3  | 14. lipnja    | Belgija          | Spa-Francorchamps | Dan Gurney          | Jim Clark       | Lotus-Climax          |
| 4  | 28. lipnja    | Francuska        | Rouen-les-Essarts | Jim Clark           | Dan Gurney      | Brabham-Climax        |
| 5  | 11. srpnja    | Velika Britanija | Brands Hatch      | Jim Clark           | Jim Clark       | Lotus-Climax          |
| 6  | 2. kolovoza   | Njemačka         | Nürburgring       | John Surtees        | John Surtees    | Ferrari               |
| 7  | 23. kolovoza  | Austrija         | Zeltweg           | Graham Hill         | Lorenzo Bandini | Ferrari               |
| 8  | 6. rujna      | Italija          | Monza             | John Surtees        | John Surtees    | Ferrari               |
| 9  | 4. listopada  | SAD              | Watkins Glen      | Jim Clark           | Graham Hill     | BRM                   |
| 10 | 25. listopada | Meksiko          | Mexico City       | Jim Clark           | Dan Gurney      | Brabham-Climax        |

## Sistem bodovanja
Sistem bodovanja u Formuli 1
| Mjesto | 1. | 2. | 3. | 4. | 5. | 6. |
| Bodovi | 9  | 6  | 4  | 3  | 2  | 1  |

- Samo 6 najboljih rezultata u 10 utrka računali su se za prvenstvo vozača.
- Samo 6 najboljih rezultata u 10 utrka računali su se za prvenstvo konstruktora.
- Ako je više bolida jednog konstruktora završilo utrku u bodovima, samo najbolje plasirani bolid osvajao je konstruktorske bodove.

## Rezultati utrka
| Poz. | Br. | Vozač          | Konstruktor   | Vrijeme   | Grid | Bodovi |
| ---- | --- | -------------- | ------------- | --------- | ---- | ------ |
| 1.   | 8   | Graham Hill    | BRM           | 2:41:19.5 | 3.   | 9      |
| 2.   | 7   | Richie Ginther | BRM           | + 1 krug  | 8.   | 6      |
| 3.   | 11  | Peter Arundell | Lotus-Climax  | + 3 kruga | 6.   | 4      |
| 4.   | 12  | Jim Clark      | Lotus-Climax  | + 4 kruga | 1.   | 3      |
| 5.   | 19  | Jo Bonnier     | Cooper-Climax | + 4 kruga | 11.  | 2      |
| 6.   | 18  | Mike Hailwood  | Lotus-BRM     | + 4 kruga | 15.  | 1      |

| Poz. | Br. | Vozač          | Konstruktor    | Vrijeme   | Grid | Bodovi |
| ---- | --- | -------------- | -------------- | --------- | ---- | ------ |
| 1.   | 18  | Jim Clark      | Lotus-Climax   | 2:07:35.4 | 2.   | 9      |
| 2.   | 2   | John Surtees   | Ferrari        | + 53.6    | 4.   | 6      |
| 3.   | 20  | Peter Arundell | Lotus-Climax   | + 1 krug  | 6.   | 4      |
| 4.   | 6   | Graham Hill    | BRM            | + 1 krug  | 3.   | 3      |
| 5.   | 10  | Chris Amon     | Lotus-BRM      | + 1 krug  | 13.  | 2      |
| 6.   | 34  | Bob Anderson   | Brabham-Climax | + 2 kruga | 11.  | 1      |

| Poz. | Br. | Vozač          | Konstruktor    | Vrijeme   | Grid | Bodovi |
| ---- | --- | -------------- | -------------- | --------- | ---- | ------ |
| 1.   | 23  | Jim Clark      | Lotus-Climax   | 2:06:40.5 | 6.   | 9      |
| 2.   | 20  | Bruce McLaren  | Cooper-Climax  | + 3.4     | 7.   | 6      |
| 3.   | 14  | Jack Brabham   | Brabham-Climax | + 48.1    | 3.   | 4      |
| 4.   | 2   | Richie Ginther | BRM            | + 1:58.6  | 8.   | 3      |
| 5.   | 1   | Graham Hill    | BRM            | + 1 krug  | 2.   | 2      |
| 6.   | 15  | Dan Gurney     | Brabham-Climax | + 1 krug  | 1.   | 1      |

| Poz. | Br. | Vozač          | Konstruktor    | Vrijeme   | Grid | Bodovi |
| ---- | --- | -------------- | -------------- | --------- | ---- | ------ |
| 1.   | 22  | Dan Gurney     | Brabham-Climax | 2:07:49.1 | 2.   | 9      |
| 2.   | 8   | Graham Hill    | BRM            | + 24.1    | 6.   | 6      |
| 3.   | 20  | Jack Brabham   | Brabham-Climax | + 24.9    | 5.   | 4      |
| 4.   | 4   | Peter Arundell | Lotus-Climax   | + 1:10.6  | 4.   | 3      |
| 5.   | 10  | Richie Ginther | BRM            | + 2:12.1  | 9.   | 2      |
| 6.   | 12  | Bruce McLaren  | Cooper-Climax  | + 1 krug  | 7.   | 1      |

| Poz. | Br. | Vozač           | Konstruktor    | Vrijeme   | Grid | Bodovi |
| ---- | --- | --------------- | -------------- | --------- | ---- | ------ |
| 1.   | 1   | Jim Clark       | Lotus-Climax   | 2:15:07.0 | 1.   | 9      |
| 2.   | 3   | Graham Hill     | BRM            | + 2.8     | 2.   | 6      |
| 3.   | 7   | John Surtees    | Ferrari        | + 1:20.6  | 5.   | 4      |
| 4.   | 5   | Jack Brabham    | Brabham-Climax | + 1 krug  | 4.   | 3      |
| 5.   | 8   | Lorenzo Bandini | Ferrari        | + 2 kruga | 8.   | 2      |
| 6.   | 10  | Phil Hill       | Cooper-Climax  | + 2 kruga | 16.  | 1      |

| Poz. | Br. | Vozač               | Konstruktor | Vrijeme   | Grid | Bodovi |
| ---- | --- | ------------------- | ----------- | --------- | ---- | ------ |
| 1.   | 7   | John Surtees        | Ferrari     | 2:12:04.8 | 1.   | 9      |
| 2.   | 3   | Graham Hill         | BRM         | + 1:15.6  | 5.   | 6      |
| 3.   | 8   | Lorenzo Bandini     | Ferrari     | + 4:52.8  | 3.   | 4      |
| 4.   | 19  | Jo Siffert          | Brabham-BRM | + 5:23.1  | 10.  | 3      |
| 5.   | 22  | Maurice Trintignant | BRM         | + 1 krug  | 14.  | 2      |
| 6.   | 26  | Tony Maggs          | BRM         | + 1 krug  | 16.  | 1      |

| Poz. | Br. | Vozač           | Konstruktor    | Vrijeme    | Grid | Bodovi |
| ---- | --- | --------------- | -------------- | ---------- | ---- | ------ |
| 1.   | 8   | Lorenzo Bandini | Ferrari        | 2:06:18.23 | 7.   | 9      |
| 2.   | 4   | Richie Ginther  | BRM            | + 6.18     | 5.   | 6      |
| 3.   | 22  | Bob Anderson    | Brabham-Climax | + 3 kruga  | 14.  | 4      |
| 4.   | 19  | Tony Maggs      | BRM            | + 3 kruga  | 19.  | 3      |
| 5.   | 14  | Innes Ireland   | BRP-BRM        | + 3 kruga  | 11.  | 2      |
| 6.   | 11  | Jo Bonnier      | Brabham-Climax | + 4 kruga  | 10.  | 1      |

| Poz. | Br. | Vozač           | Konstruktor   | Vrijeme   | Grid | Bodovi |
| ---- | --- | --------------- | ------------- | --------- | ---- | ------ |
| 1.   | 2   | John Surtees    | Ferrari       | 2:10:51.8 | 1.   | 9      |
| 2.   | 26  | Bruce McLaren   | Cooper-Climax | + 1:06.0  | 5.   | 6      |
| 3.   | 4   | Lorenzo Bandini | Ferrari       | + 1 krug  | 7.   | 4      |
| 4.   | 20  | Richie Ginther  | BRM           | + 1 krug  | 9.   | 3      |
| 5.   | 46  | Innes Ireland   | BRP-BRM       | + 1 krug  | 13.  | 2      |
| 6.   | 10  | Mike Spence     | Lotus-Climax  | + 1 krug  | 8.   | 1      |

| Poz. | Br. | Vozač          | Konstruktor  | Vrijeme   | Grid | Bodovi |
| ---- | --- | -------------- | ------------ | --------- | ---- | ------ |
| 1.   | 3   | Graham Hill    | BRM          | 2:16:38.0 | 4.   | 9      |
| 2.   | 7   | John Surtees   | Ferrari      | + 30.5    | 2.   | 6      |
| 3.   | 22  | Jo Siffert     | Brabham-BRM  | + 1 krug  | 12.  | 4      |
| 4.   | 4   | Richie Ginther | BRM          | + 3 kruga | 13.  | 3      |
| 5.   | 17  | Walt Hansgen   | Lotus-Climax | + 3 kruga | 17.  | 2      |
| 6.   | 12  | Trevor Taylor  | BRP-BRM      | + 4 kruga | 15.  | 1      |

| Poz. | Br. | Vozač           | Konstruktor    | Vrijeme    | Grid | Bodovi |
| ---- | --- | --------------- | -------------- | ---------- | ---- | ------ |
| 1.   | 6   | Dan Gurney      | Brabham-Climax | 2:09:50.32 | 2.   | 9      |
| 2.   | 7   | John Surtees    | Ferrari        | + 1:08.94  | 4.   | 6      |
| 3.   | 8   | Lorenzo Bandini | Ferrari        | + 1:09.63  | 3.   | 4      |
| 4.   | 2   | Mike Spence     | Lotus-Climax   | + 1:21.86  | 5.   | 3      |
| 5.   | 1   | Jim Clark       | Lotus-Climax   | + 1 krug   | 1.   | 2      |
| 6.   | 18  | Pedro Rodríguez | Ferrari        | + 1 krug   | 9.   | 1      |

## Poredak

### Poredak vozača
| Mjesto | Vozač               | Bodovi |   |   |   |   |   |   |   |   |   |   |
| ------ | ------------------- | ------ | - | - | - | - | - | - | - | - | - | - |
| 1.     | John Surtees        | 40     | – | 6 | – | – | 4 | 9 | – | 9 | 6 | 6 |
| 2.     | Graham Hill         | 39     | 9 | 3 | 2 | 6 | 6 | 6 | – | – | 9 | – |
| 3.     | Jim Clark           | 32     | 3 | 9 | 9 | – | 9 | – | – | – | – | 2 |
| 4.     | Lorenzo Bandini     | 23     | – | – | – | – | 2 | 4 | 9 | 4 | – | 4 |
| 5.     | Richie Ginther      | 23     | 6 | – | 3 | 2 | – | – | 6 | 3 | 3 | – |
| 6.     | Dan Gurney          | 19     | – | – | 1 | 9 | – | – | – | – | – | 9 |
| 7.     | Bruce McLaren       | 13     | – | – | 6 | 1 | – | – | – | 6 | – | – |
| 8.     | Peter Arundell      | 11     | 4 | 4 | – | 3 |   |   |   |   |   |   |
| 8.     | Jack Brabham        | 11     | – | – | 4 | 4 | 3 | – | – | – | – | – |
| 10.    | Jo Siffert          | 7      | – | – | – | – | – | 3 | – | – | 4 | – |
| 11.    | Bob Anderson        | 5      | 1 | – |   | – | – | – | 4 | – |   |   |
| 12.    | Tony Maggs          | 4      |   |   |   |   | – | 1 | 3 |   |   |   |
| 12.    | Mike Spence         | 4      |   |   |   |   | – | – | – | 1 | – | 3 |
| 14.    | Innes Ireland       | 4      | – | – | – | – | – | – | 2 | 2 | – | – |
| 15.    | Joakim Bonnier      | 3      | 2 | – | – |   | – | – | 1 | – | – | – |
| 16.    | Chris Amon          | 2      |   | 2 | – | – | – | – | – |   | – | – |
| 16.    | Maurice Trintignant | 2      | – |   |   | – |   | 2 |   | – |   |   |
| 16.    | Walt Hansgen        | 2      |   |   |   |   |   |   |   |   | 2 |   |
| 19.    | Mike Hailwood       | 1      | – | 1 |   | – | – | – | – | – | – | – |
| 19.    | Phil Hill           | 1      | – | – | – | – | 1 | – | – |   | – | – |
| 19.    | Trevor Taylor       | 1      | – |   | – | – | – |   | – |   | 1 | – |
| 19.    | Pedro Rodríguez     | 1      |   |   |   |   |   |   |   |   |   | 1 |

- Graham Hill je osvojio ukupno 41 bod, ali samo 39 bodova osvojenih u šest najboljih utrka, računala su se za prvenstvo vozača.

| Boja | Značenje                                                                 |
| ---- | ------------------------------------------------------------------------ |
| 5    | Osvojeni bodovi koji su se računali za prvenstvo vozača / konstruktora   |
| 5    | Osvojeni bodovi koji se nisu računali za prvenstvo vozača / konstruktora |
| –    | Vozač / konstruktor nije osvojio bodove u utrci                          |
|      | Vozač / konstruktor nije nastupao na utrci                               |

### Poredak konstruktora
| Mjesto | Konstruktor    | Bodovi |   |   |   |   |   |   |   |   |   |   |
| ------ | -------------- | ------ | - | - | - | - | - | - | - | - | - | - |
| 1.     | Ferrari        | 45     | – | 6 | – | – | 4 | 9 | 9 | 9 | 6 | 6 |
| 2.     | BRM            | 42     | 9 | 3 | 3 | 6 | 6 | 6 | 6 | 3 | 9 | – |
| 3.     | Lotus-Climax   | 37     | 4 | 9 | 9 | 3 | 9 | – | – | 1 | 2 | 3 |
| 4.     | Brabham-Climax | 30     | – | 1 | 4 | 9 | 3 | – | 4 | – | – | 9 |
| 5.     | Cooper-Climax  | 16     | 2 | – | 6 | 1 | 1 | – | – | 6 | – | – |
| 6.     | Brabham-BRM    | 7      |   | – |   | – | – | 3 | – | – | 4 | – |
| 7.     | BRP-BRM        | 5      | – |   | – | – | – |   | 2 | 2 | 1 | – |
| 8.     | Lotus-BRM      | 3      | 1 | 2 | – | – | – | – | – | – | – | – |

- Ferrari je osvojio ukupno 49 bodova, ali samo 45 bodova osvojenih u šest najboljih utrka, računali su se za prvenstvo konstruktora.
- BRM je osvojio ukupno 51 bod, ali samo 42 boda osvojenih u šest najboljih utrka, računala su se za prvenstvo konstruktora.
- Lotus-Climax je osvojio ukupno 40 bodova, ali samo 37 bodova osvojenih u šest najboljih utrka, računala su se za prvenstvo konstruktora.

## Statistike
| Vozač           | Pobjede | Postolja | Prvo startno mjesto | Najbrži krug | Krugovi u vodstvu |
| --------------- | ------- | -------- | ------------------- | ------------ | ----------------- |
| Jim Clark       | 3       | 3        | 5                   | 4            | 322               |
| John Surtees    | 2       | 6        | 2                   | 2            | 89                |
| Graham Hill     | 2       | 5        | 1                   | 1            | 116               |
| Dan Gurney      | 2       | 2        | 2                   | 2            | 136               |
| Lorenzo Bandini | 1       | 4        | -                   | -            | 59                |
| Jack Brabham    | -       | 2        | -                   | 1            | -                 |
| Peter Arundell  | -       | 2        | -                   | -            | -                 |
| Richie Ginther  | -       | 2        | -                   | -            | -                 |
| Bruce McLaren   | -       | 2        | -                   | -            | -                 |
| Bob Anderson    | -       | 1        | -                   | -            | -                 |
| Jo Siffert      | -       | 1        | -                   | -            | -                 |

| Konstruktor    | Pobjede | Postolja | Prvo startno mjesto | Najbrži krug | Krugovi u vodstvu |
| -------------- | ------- | -------- | ------------------- | ------------ | ----------------- |
| Ferrari        | 3       | 10       | 2                   | 2            | 148               |
| Lotus-Climax   | 3       | 5        | 5                   | 4            | 322               |
| BRM            | 2       | 7        | 1                   | 1            | 116               |
| Brabham-Climax | 2       | 6        | 2                   | 3            | 136               |
| Cooper-Climax  | -       | 2        | -                   | -            | -                 |

### Vodeći vozač i konstruktor u prvenstvu
U rubrici bodovi, prikazana je bodovna prednost vodećeg vozača / konstruktora ispred drugoplasiranog, dok je žutom bojom označena utrka na kojoj je vozač / konstruktor osvojio naslov prvaka.
| Utrka               | Vozač                 | Bodovi |
| ------------------- | --------------------- | ------ |
| VN Monaka           | Graham Hill           | 3      |
| VN Nizozemske       | Graham Hill Jim Clark | 0      |
| VN Belgije          | Jim Clark             | 7      |
| VN Francuske        | Jim Clark             | 1      |
| VN Velike Britanije | Jim Clark             | 4      |
| VN Njemačke         | Graham Hill           | 2      |
| VN Austrije         | Graham Hill           | 2      |
| VN Italije          | Graham Hill           | 2      |
| VN SAD              | Graham Hill           | 5      |
| VN Meksika          | John Surtees          | 1      |

| Utrka               | Konstruktor  | Bodovi |
| ------------------- | ------------ | ------ |
| VN Monaka           | BRM          | 5      |
| VN Nizozemske       | Lotus-Climax | 1      |
| VN Belgije          | Lotus-Climax | 7      |
| VN Francuske        | Lotus-Climax | 4      |
| VN Velike Britanije | Lotus-Climax | 7      |
| VN Njemačke         | Lotus-Climax | 1      |
| VN Austrije         | BRM          | 2      |
| VN Italije          | Ferrari      | 1      |
| VN SAD              | Ferrari      | 1      |
| VN Meksika          | Ferrari      | 3      |

## Utrke koje se nisu bodovale za prvenstvo
| Datum        | Naziv utrke                   | Staza        | Pobjednik vozač | Pobjednik konstruktor |
| ------------ | ----------------------------- | ------------ | --------------- | --------------------- |
| 14. ožujka   | II Daily Mirror Trophy        | Snetterton   | Innes Ireland   | BRP-BRM               |
| 30. ožujka   | I Glover Trophy               | Goodwood     | Jim Clark       | Lotus-Climax          |
| 12. travnja  | XIII Syracuse Grand Prix      | Syracuse     | John Surtees    | Ferrari               |
| 18. travnja  | IX Aintree 200                | Aintree      | Jack Brabham    | Brabham-Climax        |
| 2. svibnja   | XVI BRDC International Trophy | Silverstone  | Jack Brabham    | Brabham-Climax        |
| 19. srpnja   | XIV Solituderennen            | Solitudering | Jim Clark       | Lotus-Climax          |
| 16. kolovoza | III Mediterranean Grand Prix  | Pergusa      | Jo Siffert      | Brabham-BRM           |
| 12. prosinca | VII Rand Grand Prix           | Kyalami      | Graham Hill     | Brabham-BRM           |

## Vanjske poveznice
- Službena stranica Formule 1
- Formula 1 – sezona 1964. StatsF1